# ルードボーイ

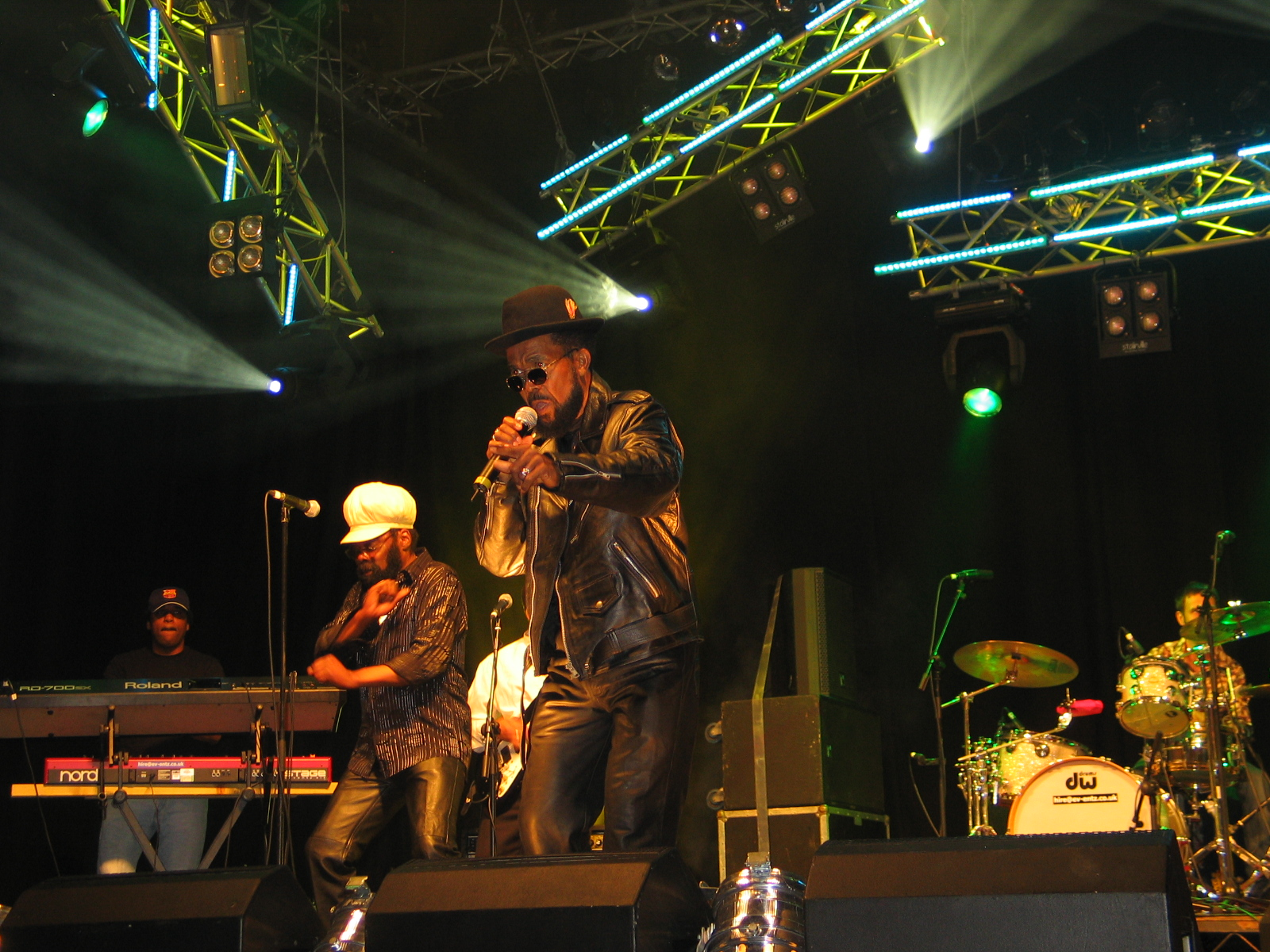
元祖ルードボーイの一人、プリンス・バスター (2008年、イギリスで撮影)。

ルードボーイ (rude boy, rude bwoy)、またはルーディ (rudi, rudy, rudie) は不良行為少年を表すジャマイカのスラング。
1970年代後半以降のイギリスでは2トーンやスカのファンのことを指すこともある。さらに2000年以降のイギリスではストリート・サブカルチャーにのめりこんだ若者のことを指すこともある。類義語に、「ギャングスター」や「バッドマン」がある。

## 概要
1950年代から1960年代にかけて、ジャマイカでは地方から首都キングストンに仕事を求める若年貧困層が大量に流入し、キングストン市内にはトレンチタウン、リバートンシティやグリニッチタウンなどのゲットーが生まれていった。ジャマイカ国民のかなりの部分は、1962年のジャマイカ独立後の高揚した気分で満たされ楽観的だったが、これらの非常に貧しい若者たちは楽観的な感情を共有できなかった。彼らの一部は貧困からギャング化し、ルードボーイやルーディ、スカフロウ（Scofflaw、常習的違反者）と呼ばれるようになった。
ルードボーイはハリウッド映画のギャングを真似して、黒いスーツに細いネクタイを身に付け、ポークパイハットをかぶった。
スカが流行した1960年代には、ソウル・ブラザーズ「Lawless Street」、ヘプトーンズ「Gunmen Comin to Town」、デズモンド・デッカー「007 Shanty Town」、ダンディ・リヴィングストン「ルーディたちへのメッセージ」、プリンス・バスター「Judge Dread」、デリック・モーガン「Tougher Than Tough」、ウェイラーズ (ボブ・マーリー、ピーター・トッシュ、バニー・ウェイラー)「Simmer Down」などのようにルードボーイの生活を反映した歌が流行した。ダンディ・リビングストンの曲は、79年にイギリスのスペシャルズがカバーして有名になった。
1966年ごろロックステディが流行すると、クラレンドニアンズの「Rude Boy Gone A Jail」、ジャスティン・ハインズ&ザ・ドミノズの「No Good Rudie」、ルーラーズの「Don't Be Rude」などが流行した。

## イギリスへの伝播
1960年代以降、イギリスにもジャマイカからの移民が多く流入し、ジャマイカ音楽と併せてルードボーイのファッションも受容されていき、スキンヘッズサブカルチャーへ大きな影響を与えた。1970年代後半には2トーンムーブメントの流行があり、より広範な知名度を獲得した。当時デビューしたスカ・グループには、スペシャルズ、マッドネス、セレクター、ザ・ビートらがいた。1980年にはジャック・ハザン、デヴィッド・ミンゲイ監督、ザ・クラッシュ他出演の映画『ルード・ボーイ』が公開された。